# Timarchopsis latus
Timarchopsis latus is een keversoort uit de familie Coptoclavidae. De wetenschappelijke naam van de soort is voor het eerst geldig gepubliceerd in 1977 door Ponomarenko.